# Карась Володимир Федорович
Володимир Федорович Кара́сь (нар. 7 січня 1944, Фаївка) — український графік; член Спілки радянських художників України з 1976 року; член науково-методичної ради Новгород-Сіверського істико-культурного музею-заповідника «Слово о полку Ігоревім» з 1991 року. Заслужений художник України з 1999 року. Лауреат Літературно-мистецької премії імені Любові Забашти за 2008 рік.

## Біографія
Народився 7 січня 1944 року в селі Фаївці (нині Новгород-Сіверський район Чернігівської області, Україна). 1966 року закінчив Заочний народний університет мистецтв у Москві, де навчався у В. М. Горського, В. П. Єрмакової.
Півля здобуття фахової освіти очолював студію образотворчого мистецтва Будинку культури заводу «Будмаш» у місті Прилуках, працював училелем; протягом 1969—1998 років працював на Чернігівському художньому комбінаті: старшим майстром, у 1981—1983 роках — головою ревізної комісії. Живе у місті Прилуках, в будинку на вулиці Київській № 230-В, квартира № 13.

## Творчість
Працює у галузі станкової та книжкової графіки, стврює тематичні картини, пейзажі, портрети у техніці ліногравюри, автолітографії, пастелі, акварелі тощо. Серед робіт:
ліногравюри
- «Ярославна. Чекання» (1969);
- «Десно, моя ненько» (1969);
- «Ігор — князь Новгород-Сіверський» (1969);
- «Степом, степом йдуть у бій солдати» (1970);
- «Мати жде свого солдата» (1970);
- «Було на землі село» (1971);
- «Князь Ігор. Перед походом» (1971);
- «Кавказ. Селище Терскол» (1971);
- «На будівельному майданчику» (1973);
- «Моя вулиця» (1976);
- «Панас Мирний у Прилуках» (1978);
- «Тарас Шевченко в Густині» (1978);
- «Альтанка Глінки» (1985);
- «Великий Архімед» (1985);
- «Педагог Костянтин Ушинський» (1986);

літографії
- «Нафтопровід» (1977);
- «Завод» (1977);
- «Робітники» (1977);

графічні серії
- «Архітектурні пам'ятки України» (1979);
- «По Індії» (1981);
- «Магнітка» (1981—1982);
- «Земля Уралу» (1981—1982);
- «На рідній землі. Олександр Довженко» (1984);
- «Видатні педагоги» (1986);
- «За Полярним колом» (1986);
- «Атоммаш» (1987);
- «Неминуще» (1989);
- «Іконописець 17 століття» (1991);
- «Єгипет — країна фараонів» (1991);

рисунки
- «Філософи Лев Толстой та Микола Ґе на Чернігівщині» (1984);
- «Тарас Шевченко в Густині на Прилуччині» (1985);

пастелі
- «Мати» (1994);
- «Надірвані корені» (1995);
- «На порозі життя» (1995);
- «У ніч на Спаса» (1995);
- «Світло душі» (1995);
- «Сонцестояння» (1996);
- «Розстріляне небо» (1998);
- «Новий день» (1999);
- «Дружина Людмила і дочки Валентина та Наталка» (2001);
- «Дозріває калина. Юність Любові Забашти» (2007);
- «Дівчина з берегів Десни» (2008);
- «Божий день. Прилуки» (2009);
- «Сільська ідилія» (2010).

Автор ілюстрацій до книг
- «Народні усмішки» Олександра Климіша (1979);
- «Пізнє причастя» Ніни Ткаченко (2000);
- «На межі протиріч» (2001) та «Благослови моє ім'я» (2008) Миколи Чорноуса;
- «Любокрай» Івана Буренка (2001);
- «Стихія сонця» Олесі Білоцвіт (2001);
- «Со мною вместе погрустим» М. Бунак (2005).

Бере участь в обласних, всеукраїнських, всесоюзних мистецьких виставках 1969 року. Персональні виставки відбулися у Чернігові у 1971, 1986, 1999 роках, Новгороді-Сіверському у 1989, 2003 роках, Києві у 1995, 2000 роках, Прилуках у 1997, 2002—2003 роках, Ніжині двічі у 2003 році.
Деякі роботи художника зберігаються у Чернігівському художньому музеї, Ічнянському і Прилуцькому краєзнавчих музеях, Волгодонському художньому музеї, Ніжинській і Магнітогорській картинних галереях.